# Hans Danuser (Künstler)
Hans Danuser (* 19. März 1953 in Chur; † 26. August 2024 in Zürich) war ein Schweizer Künstler und Fotograf. Sein bekanntester Werkzyklus ist In Vivo, worin er sich mit «Tabu-Zonen der Gesellschaft», wie der Genforschung oder der Atomphysik, beschäftigte und der ihn international bekannt machte. Seit den 1990er Jahren lag Danusers Fokus in Ergänzung zur Fotografie vermehrt auf transdisziplinären (Forschungs-)Projekten in Kunst und Wissenschaft.

## Biografie
Hans Danuser war in den Jahren 1971–1974 Assistent beim deutschen Werbe- und Modefotografen Michael Lieb in Zürich. Es folgten künstlerische Experimente mit lichtempfindlicher Emulsion an der ETH Zürich. 1979–1989 arbeitete er am Zyklus In Vivo. In den 1980er- und 1990er-Jahren weilte er regelmässig für längere Aufenthalte in New York. Ab den 1990er-Jahren schuf er grossformatige, raumbezogene und installative Fotoserien und transdisziplinäre Projekte in Kunst und Wissenschaft. Im Frühjahrssemester 2009 war er erster Visiting Artist an der «Lehr- und Forschungsstelle für Theorie und Geschichte der Fotografie» (TGF) am Kunsthistorischen Institut der Universität Zürich. Anschliessend hatte er eine Gastprofessur an der ETH Zürich inne. Hans Danuser arbeitete vorwiegend in Zürich.
Im Mai 2024 übergab er sein Archiv als Schenkung der Fotostiftung Schweiz. Am 26. August 2024 verstarb er überraschend im Alter von 71 Jahren in Zürich.

### Privates
Danuser war verheiratet mit der Arbeitsmedizinerin und Universitätsprofessorin Brigitta Danuser und Vater von zwei Kindern.

## Werk
Von 1980 bis 1989 entstand der Zyklus In Vivo, zugleich entstanden Architekturfotografien im Projekt Partituren und Bilder. 1990 gewann Danuser den Wettbewerb für eine grossflächige Wandgestaltung an der Universität Zürich-Irchel, woraus das Werk Institutsbilder (1992) entstand. Ein späteres Projekt im Architektur-Kontext ist Schiefertafel Beverin (2000–2001). In den 1990er Jahren entstand die Arbeit Frozen Embryo Series, die an In Vivo anschliesst und einige Vorläufer der später laufenden Work-in-progress-Arbeiten The Erosion Project und Entscheidungsfindung – Decision taking, worin sich die unterschiedlichen künstlerischen und fotografischen Interessen des Künstlers manifestieren.
Seine Werke wurden in Einzel- und Gruppenausstellungen im In- und Ausland gezeigt. Er wurde eingeladen zu internationalen Veranstaltungen wie den Biennalen von Venedig oder Lyon. Danusers Arbeiten sind in öffentlichen und privaten Sammlungen vertreten, so u. a. dem Kunsthaus Zürich, der Sammlung Howard Stein, New York, der Sammlung George Reinhart und dem Fotomuseum Winterthur, dem Metropolitan Museum of Art New York, dem Museum of Modern Art, New York, der Sammlung Walter A. Bechtler, Zürich/Uster, und dem Aargauer Kunsthaus.

## Werkserien und Projekte (1980er-Jahre-2019)

### «Partituren und Bilder»
1988 zeigte Hans Danuser erstmals die Bilder in der Architekturgalerie Luzern unter dem Titel Partituren und Bilder, die er im Auftrag des Architekten und Pritzker-Preisträgers Peter Zumthor 1986–1988 fotografiert hatte: Das Atelier des Architekten in Haldenstein, die Schutzbauten über römischen Funden in Chur und die Kapelle Sogn Benedetg in der Surselva. Die Bilder entstanden als Carte blanche des Architekten an den Künstler und Fotografen. Philip Ursprung, Professor für zeitgenössische Kunst und Architekturgeschichte, erläutert in seinem Essay im Buch Zumthor sehen. Bilder von Hans Danuser – Nachdenken über Architektur und Fotografie die Auswirkungen, die Danusers Fotografien in Partituren und Bilder, auf die Darstellung der Architektur in der Fotografie hatten: «Danuser änderte mit den Aufnahmen von Sogn Benedetg die Konvention der Architekturfotografie radikal. Statt für neutrale Dokumentation interessierte er sich für eine persönliche Interpretation. Und anstatt das Phänomen auf eine Aufnahme zu reduzieren, zerlegte er den Bau quasi in Einzelteile, wie einen kurzen Film, der den Gegenstand in Sequenzen zerlegt und aus unterschiedlichen Perspektiven zeigt – heute würde man dies performativ nennen. Diese Fragmente bieten den Betrachtern die Möglichkeit, den Bau in der Phantasie zu rekonstruieren.»

### «In Vivo»

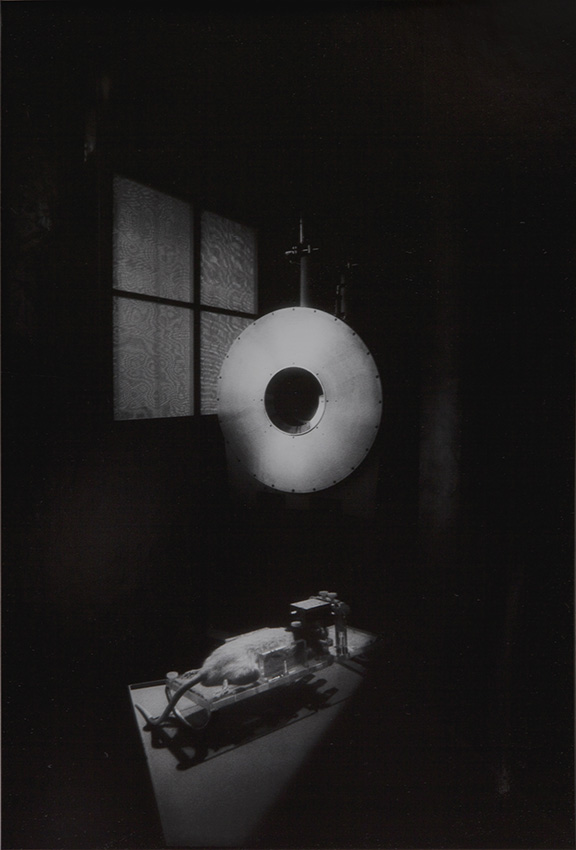
Hans Danuser, In Vivo, 1980–1989, Chemie I (VI 1), aufgenommen in der Forschung, Analytik und Produktion bei der Pharmakologie und Chemie

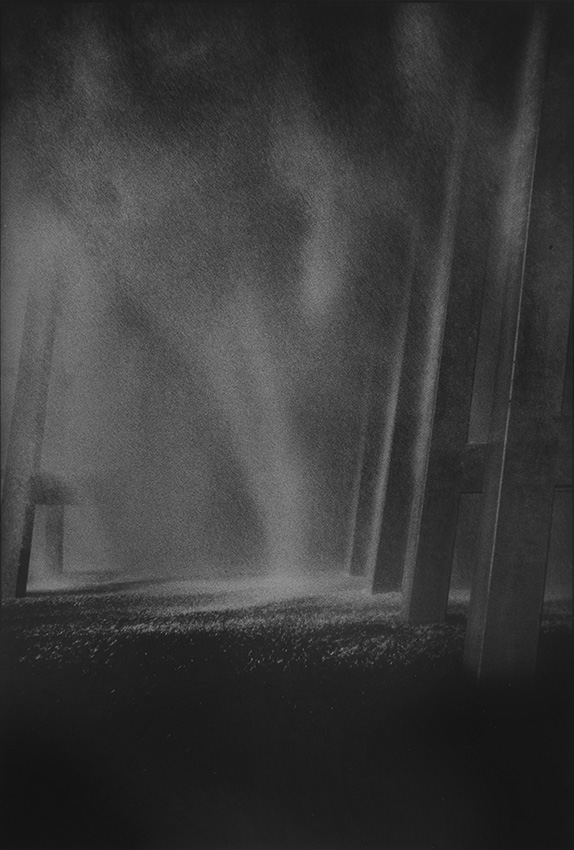
Hans Danuser, In Vivo, 1980–1989, A-Energie (I 1), aufgenommen in Atomkraftwerken, der Reaktorforschung und Zwischenlagerung von hochradioaktivem Abfall.

10 Jahre arbeitete Danuser an sieben Bildserien, die er 1989 unter dem Titel In Vivo zusammenfasste und im Aargauer Kunsthaus kuratiert von Beat Wismer das erste Mal der Öffentlichkeit präsentierte. Die Fotografien zu In Vivo wurden in Europa und den USA aufgenommen. Sie gliedern sich in sieben Kapitel: A-Energie, Medizin I, Gold, Medizin II, Chemie I, Los Alamos und Chemie II. Die Arbeit gibt Einblick in Tabubereiche der spätindustriellen westlichen Gesellschaft, über die Darstellung unterschiedlicher Arbeitsplätze in Forschungs- und Produktionsstätten – ohne den Menschen selbst zu zeigen. Die Bilder loten die Ambivalenz der Fotografie zwischen Dokumentation und Fiktion aus. Die Arbeit wurde auch in einem Künstlerbuch unter dem gleichnamigen Titel In Vivo im Verlag Lars Müller publiziert.

### «Frozen Embryo Series»

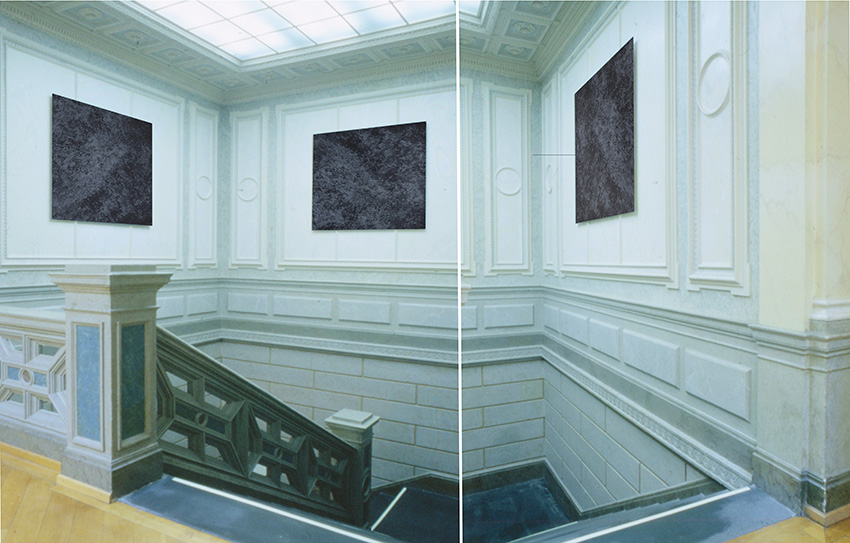
Hans Danuser, Frozen Embryo, Bündner Kunstmuseum, Villa Planta im Lichthof und Aufgang, 2000

Die Fotografien zu den Frozen Embryo Series (1996–2000) entstanden in medizinischen Laboratorien und in der Genforschung. Hans Danuser spielte in diesen Arbeiten mit den Möglichkeiten der analogen Fotografie, indem er von ein und demselben Negativ, das er als «Original» bezeichnet, über dessen Drehen und Spiegeln mehrere Bilder in der Dunkelkammer generiert, die sich in der Wahrnehmung wesentlich unterscheiden und nannt diese sodann «Unikate». Um diesen Eindruck zu verstärken, wählte Danuser als Bildformat das Quadrat, leicht gedehnt auf 140 cm × 150 cm. Erstmals wurden die Frozen Embryo Series 1996 im Kunsthaus Zürich gezeigt. Günter Metken schrieb im Katalog zur Ausstellung: «Ohne explizit zu werden, formulieren Hans Danusers Bilder klassische Probleme – und Paradoxe – der Malerei: die Wahrnehmung der Natur und ihrer Wiedergabe, die Spannung von Fläche und Tiefe, von Räumlichkeit und zweidimensionaler Einebnung, Vorder- und Hintergrund, Mikroskopie und Totalität, Auge und Tastsinn. Er aktualisiert solche Fragen und lässt doch im Strom der treibenden Formen auch an Monets Nymphéas denken. Der Blick wandert, schweift ab, erfasst schlingernde Formen – ein Exerzitium, das unser Sehen erweitert und verfeinert.»

### «Out of Paradise»
Die Werkserie besteht aus vorgefundenen und inszenierten Schablonenbildern, die mittels Farbspraydosen auf unterschiedlichen Unterlagen, an der Schnittstelle von öffentlichem und privatem Raum, entstanden sind. Fotografiert wurden sie seit den 1980er-Jahren in verschiedenen Städten in Europa und den USA. Das Ephemere in der Existenz der Schablonenbilder auf physischem Untergrund wird durch die Fotografie Hans Danusers aufgegriffen und mittels digitaler Bildbearbeitung und Sublimationsdrucktechnik auf Aluminium in Bildern transformiert, die in ihrer brillant spiegelnden Erscheinung flüchtige und digitale Bildschirmoberflächen suggerieren (Peer 2019).

### «Matographie – The-One-Million-Pound-Project»
Das Matographie – The-One-Million-Pound-Projekt wurde mit den Forschungsabteilungen von Ciba-Geigy (heute Novartis), Basel, und Bayer Werke / Agfa Gevaert, Leverkusen (heute AGFA) entwickelt. Mit der Patentierung der «Matographie», einem neuen fotografischen Verfahren, verfolgte Hans Danuser das Ziel, im Gegensatz zu den im Handel erhältlichen Fotopapieren, die einen weissen Schichtträger aufweisen, einen «Schichtträger nach [s]einen Vorstellungen mit Farbe bearbeiten [zu können], bevor es mit einer fotografischen Schwarz-Weiss-Emulsion beschichtet wird.» (Sadkowsky 2018, 7). Damit gelang ihm an der Wende von der Analog- zur Digitalfotografie «eine neue Perspektive ein[zu]führen, nämlich den Blick des Fotografen auf den sonst unbeachteten Hintergrund [eines Fotoabzuges zu lenken]» (Folkers, 2018, S. 86).
- The Party is over (1984/2016)
- Matographien und Vulkane (1996–2018)
- AT Matographien (1997)
- Matographie, Teil I (1993–1996)

#### Vorläufer
- Delta (1990–1996)

### «Entscheidungsfindung – Decision taking»

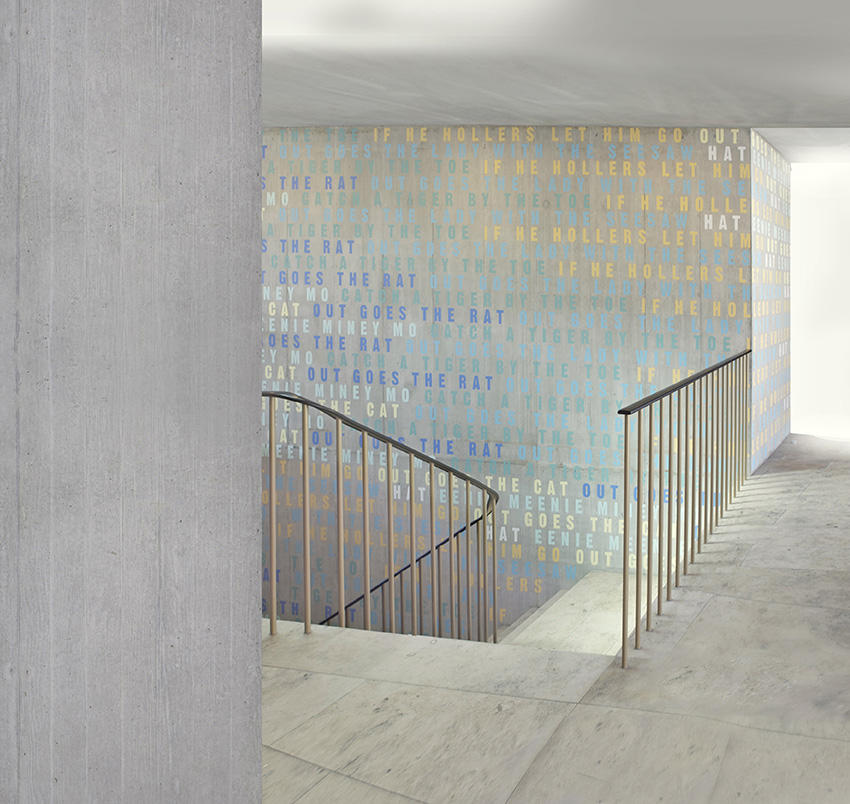
Hans Danuser, Akka Bakka, 2013, Gesundheitsdirektion Kanton Zürich, Zürich

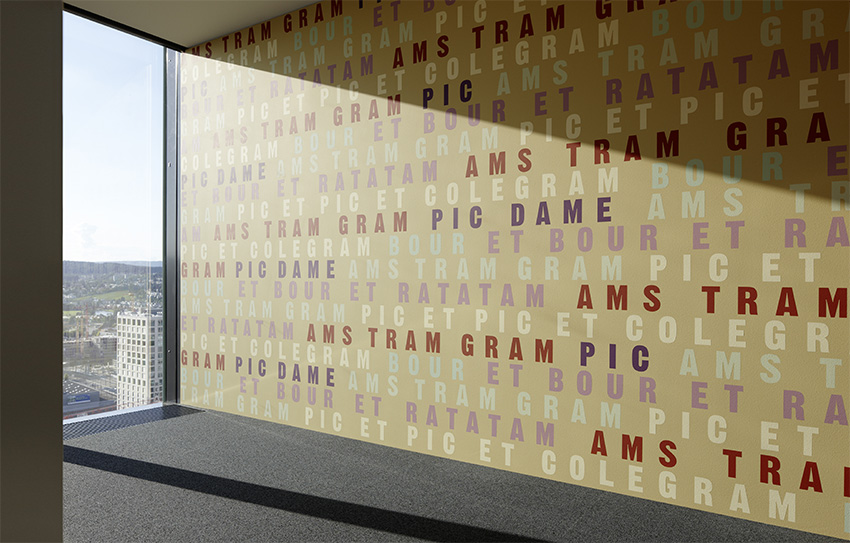
Hans Danuser, Piff Paff Puff, 2010–2011, Prime Tower, Zürich

Das Counting Out Ryhmes-Project zum Thema Entscheidungsfindung – Decision taking umfasst Videoinstallationen und Kunst-in-Architektur-Projekte. Sie zeigen «Danusers Faszination der Reduktion komplexer Sachverhalte» (Fasciati 2008) auf ein einfaches, reduziertes Modell. In der Entscheidungsfindung als gesellschaftliches und politisches Instrument interessierten Danuser verschiedene Gedanken und Modelle, seien diese theoretisch begründet aus der Mathematik oder praktischer Natur wie die Auszählreime von Kindern. So stehen die Auszählreime – ein «mixtum compositum von Vernunft und Phantasie» (Jauch 2008, S. 40) – auf gleicher Höhe mit mathematischen Formeln und physikalischen Gesetzen und hinterfragen dank ihren «nicht rationalen Prozessen der Entscheidungsfindung» (Kuoni 2008, S. 72) die Grundstruktur unseres zeitgenössischen Denkmodells.
- Joggeli (Nationale Suisse, Basel, 2014)
- Akka Bakka (Gesundheitsamtdirektion Zürich, 2013)
- Piff Paff Puff (Primetower, 2010–2012)
- Insert-Du (2009)
- Videoinstallation (ab 2008)

#### Vorläufer
- Wildwechsel (1993)

### «The Erosion Project»

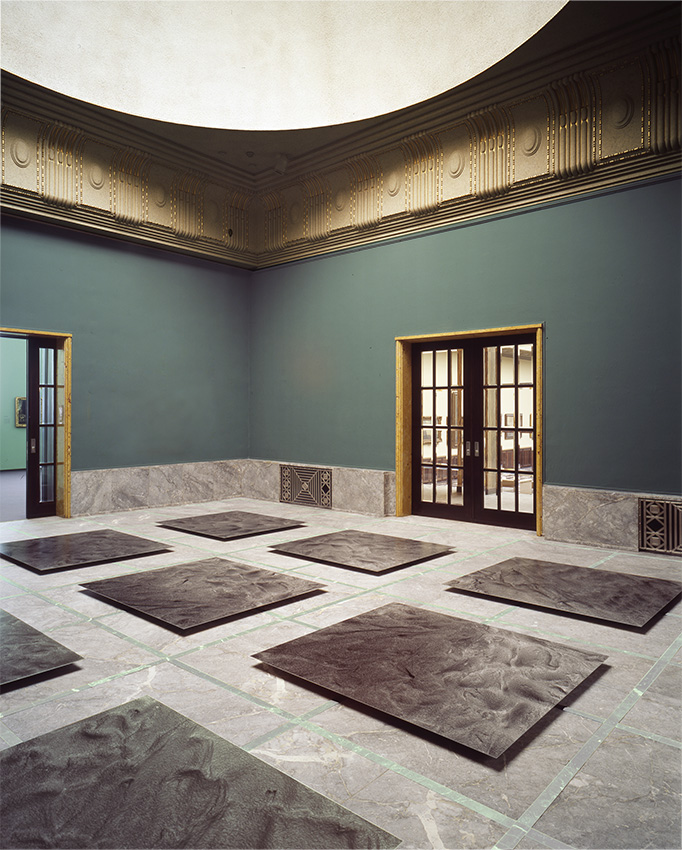
Hans Danuser, Erosion III 2000–2006, Kunsthaus Zürich, Böcklinsaal

The Erosion Project (work in progress) stellen ein vielschichtiges Unterfangen dar, das sich in einer klaren, reduzierten Ästhetik auf forschende Weise mit dem Thema der Erosion von Natur- und Kulturlandschaften beschäftigt. In chronologischer Reihenfolge umfassen The Erosion Project drei Werkserien: die Bodeninstallationen Erosion I-VII (2000–2006), Modeling Erosion (2003–2007), die in Zusammenarbeit mit dem Institut für Geotechnik der ETH Zürich entstand, und Landschaft in Bewegung/Moving Landscape (ab 2008), welches auf einer Zusammenarbeit mit dem Institut für Anorganische Chemie der ETH Zürich im Rahmen des Forschungsprojekts The Last Analog Photograph / Farbe und Fotografie basiert. Darüber hinaus spielen frühere Arbeiten eine richtungsweisende Rolle für diese Werkserien: Landschaften (1993–1996) und das Kunst-in-Architektur-Projekt Schiefertafel Beverin (2001).
- Landschaft in Bewegung/Moving Landscape (ab 2008)
- Modeling Erosion (2003–2007)
- Erosion I-VII (2000–2006)

#### Vorläufer
- Schiefertafel Beverin (2000–2001)
- Strangled Bodies (1995, 2001)
- Landschaften (1993–1996)

## Ausstellungen

### Einzelausstellungen (Auswahl)
- 1985: Bündner Kunstmuseum, Chur («Drei Fotoserien»)
- 1986: Photoforum PasquArt, Biel/Bienne
- 1986: Gewerbemuseum Basel («Drei Fotoserien»)
- 1988: Architekturgalerie, Luzern («Partituren und Bilder. Architektonische Arbeiten aus dem Atelier Peter Zumthor 1985-1988»)
- 1989: Aargauer Kunsthaus, Aarau («In Vivo»)
- 1990: Curt Marcus Galerie, New York («Fotografien»)
- 1991: Städtische Galerie im Lenbachhaus, München («In Vivo»)
- 1993: Bündner Kunstmuseum, Chur («Wildwechsel»)
- 1996: Kunsthaus Zürich, Zürich («Delta. Fotografien 1990-1996»)
- 1998: Nidwaldner Museum, Stans («AT»)
- 1999: Walter Merian Haus, Basel («Nah und Fern»)
- 2001: Fotomuseum Winterthur, Winterthur («Frost»)
- 2003: Galerie Luciano Fasciati, Chur («Modeling Erosion»)
- 2003: Scalo Galerie, New York («Frozen»)
- 2005: Villa Garbald, Castasegna («Projekt Garbald»)
- 2006: Moskauer Haus der Fotografie, Big Manesh, Moskau («Erosion»)
- 2008: Galerie Luciano Fasciati, Chur («Auszählen – The Counting Out Rhymes Project»)
- 2009: Galerie Luciano Fasciati, Chur («Nachdenken über Fotografie und Architektur»)
- 2012: Semper-Sternwarte, ETH Zürich («Ein Colloquium der Dinge»)
- 2014: Municipio Bregaglia, Promontogno («Hans Danuser, Uccelin Gion Fond Dal Mer»)
- 2017: Bündner Kunstmuseum, Chur («Hans Danuser – Dunkelkammern der Fotografie»)
- 2017: Villa Garbald, Castasegna («Hans Danuser – Blumen für Andrea»)
- 2018: Kirchner Museum Davos, Davos («Hans Danuser – Der Fujiyama von Davos»)
- 2019: Galerie Luciano Fasciati, Chur («Hans Danuser – Out of Paradise»)

### Gruppenausstellungen (Auswahl)
- 1982: Städtische Galerie zum Strauhof, Zürich («Fotografien III»), Kuratorin Helen Bitterli
- 1983: Städtische Galerie im Lenbachhaus, München («Aktuell ’83»), Kuratoren Helmut Friedel, Erika Billeter, Armin Zweite, Vitorio Fagone u. Dieter Ronte
- 1987: Stadt Nürnberg («Offenes Ende – aktuelle Schweizer Kunst»), Nürnberg/Erlangen
- 1988: Bündner Kunstmuseum, Chur («Konfrontationen»), Kurator Beat Stutzer
- 1990: Museum für Gestaltung, Zürich («Wichtige Bilder»), Kuratoren Urs Stahel, Martin Heller
- 1991: The New Museum of Contemporary Art, New York («The Interrupted Life»), Kuratoren Marica Tucker, France Morin u. Peter Greenaway
- 1995: Aargauer Kunsthaus Aarau («Ohne Titel – Eine Sammlung zeitgenössischer Kunst»), Kuratoren Marianne Gerny, Jean Luc Manz, Urs Stahel, Theodora Fischer
- 1995: Biennale Venedig («L’ame aux corps»/«Identität & Alterität. Formen des Körpers 1895-1995»), Kurator Jean Claire
- 1996: Frankfurter Kunstverein/Kunsthalle Schirn, Frankfurt («Prospekt»), kuratiert von Peter Weiermair
- 1997: Biennale de Lyon («l'autre»), Kurator Harald Szeemann
- 1997: Kunsthalle Krems/Aargauer Kunsthaus Aarau («Die Schwerkraft der Berge 1774-1997»), Kuratoren Beat Wismer, Wolfgang Denk
- 1998: Fotomuseum Winterthur («Die Sammlung»), Kurator Thomas Seelig
- 1998: Kunsthaus Zürich («Im Kunstlicht»), Zürich;
- 2000: Kunstmuseum Bern («Eiszeit»), Kurator Ralf Beil
- 2000: Art Exit, New York («Paradise Now»), Kuratoren Marvin Heiferman, Carole Kismaric
- 2003: Neuer Berliner Kunstverein, Berlin; Art Basel, Scalo, Basel; New York University («Not Neutral»), Kurator Urs Stahel
- 2004: International Center of Photography (ICP), New York («Imagining the Future»), Kurator Carol Squiers; ART Basel, Scalo, Basel
- 2005: Musée de l’Elysée, Lausanne («Das Körperbild»), Kurator William A. Eving; Art Basel, Scalo, Basel
- 2006: Schweizerisches Institut, Rom, Museo d’arte moderna, Ascona, Kunsthaus Pasquart, Biel («Photosouisse»), Kurator Walter Eggenberger
- 2007: Bündner Kunstmuseum, Chur («Fleischeslust»), Kuratorin Kathleen Bühler
- 2008: Aargauer Kunsthaus Aarau («Stilles Leben. Geschichten von stummen Dingen»), Kuratorin Madleina Schuppli
- 2008: Kunstmuseum Bern u. Deutsches Hygiene-Museum, Dresden («Six feet under»), Kurator Bernhard Fibicher
- 2009: Bündner Kunstmuseum, Chur («Vermessen. Strategien zur Erfassung von Raum»), Kuratorin Katharina Ammann
- 2009: Museum of Contemporary Art Antwerpen, Mechelen («All That is solid Melts Into Air»), Kuratoren Roprecht Ghesquière, Edwin Carels, Bart De Baere, Liliane Wachter, Dieter Roelstraete u. Grand Watson
- 2010: Aargauer Kunsthaus Aarau («Yesterday will be better»), Kuratorin Madeleine Schuppli u. Marianne Wagner
- 2010: Kunstmuseum Bern («Don't look now – Die Sammlung Gegenwartskunst»), Kuratorin Kathleen Bühler u. Isabel Flury
- 2010: Zentrum Paul Klee/Kunstmuseum Bern («Lust und Laster – Die sieben Todsünden von Dürer bis Naumann»), Kuratoren Juri Steiner, Fabienne Eggelhöfer, Mathias Frehner u. a.
- 2011: Bündner Kunstmuseum, Chur («Director's Choice. Die andere Jahresausstellung»), Kurator Beat Stutzer
- 2011: Fotostiftung Schweiz, Winterthur («Schweizer Fotobücher – eine andere Geschichte der Fotografie»), Kurator Martin Gasser
- 2011: Helmhaus Zürich («Kult Aussersihl Zürich – das andere Gesicht»), Kurator Simon Maurer
- 2012: Aargauer Kunsthaus Aarau («La jeunesse est un art – Jubiläum Manor Kunstpreis»), Kuratorin Madeleine Schuppli u. Franz Krähenbühl
- 2013: Bündner Kunstmuseum, Chur («Ansichtssache, 150 Jahre Architekturfotografie in Graubünden»), Kuratoren Stephan Kunz und Köbi Gantenbein
- 2013: Fotomuseum Winterthur («Concrete. Fotografie und Architektur»), Kuratoren Thomas Seelig und Urs Stahel
- 2013: Fotomuseum Winterthur («Cross Over. Fotografie der Wissenschaft + Wissenschaft der Fotografie»), Kuratoren Thomas Seelig und Christin Müller
- 2013: Schweizerisches Architekturmuseum, Basel («Bildbau. Schweizer Architektur im Fokus der Fotografie»), Kuratoren Hubertus Adam und Elena Kossovskaja
- 2014: Arte Hotel Bregalia, Promontogno («Hans Danuser, Uni dui tre quattar»), Kuratoren Luciano Fasciati und Céline Gaillard
- 2015: Biennale für aktuelle Fotografie, Mannheim/Ludwigshafen/Heidelberg («[7]P – [7] Orte [7] Prekäre Felder. 6. Fotofestival Mannheim – Ludwigshafen – Heidelberg»), Kurator Urs Stahel
- 2016: Museum Rietberg, Zürich («Gärten der Welt – Orte der Sehnsucht»), Kurator Albert Lutz
- 2019: Kunsthaus Zürich, Zürich («Die neue Fotografie. Umbruch und Aufbruch, 1970–1990»), Kurator Joachim Sieber
- 2019: Museum Rietberg, Zürich («Spiegel – Der Mensch im Widerschein»), Kurator Albert Lutz
- 2019: Ortsmuseum St. Antönien, St. Antönien («Veh-Landschaften»), Kuratorin Gabriela Lutz
- 2019: Galerie Luciano Fasciati, Chur («Text_il»)
- 2020: Fondazione MAST, Bologna («Uni Form – into the work/out of the work»), Kurator Urs Stahel

## Preise
- 1987: Anerkennungspreis Kanton Graubünden für Bildende Kunst
- 1992: Manor Kunstpreis
- 1996: Conrad-Ferdinand-Meyer-Preis für Junge Kunst
- 2001: Bündner Kulturpreis[9]

## Stipendien und Atelieraufenthalte
- 1974, 1976, 1983, 1985: Eidgenössische Kunststipendium[10]
- 1979, 1983, 1985: Studien- und Werkbeiträge des Kantons Zürich[11]
- 1983, 1984 (Atelier New York), 1985: Kunststipendium der Stadt Zürich
- 1991: Kunststipendium für Aufenthalt im Atelier der Zuger Kulturstiftung Landis & Gyr in London
- 1996: Artist in Residence at Los Alamos Laboratories / Santa Fee, New Mexico, USA

## Publikationen und Künstlerbücher / Primärliteratur (Auswahl)
- Bündner Kunstmuseum Chur (Hrsg.), Hans Danuser – Drei Fotoserien. Bündner Kunstmuseum, Chur 1985.
- Hans Danuser: Partituren und Bilder. Architektonische Arbeiten aus dem Atelier Peter Zumthor 1985-1988. (Publikation anlässlich der gleichnamigen Ausst., Architekturgalerie Luzern 2.–23. Oktober 1988, Haus der Architektur Graz, 27. Juli – 18. August 1989) Architekturgalerie, Luzern 1988.
- In Vivo. Lars Müller, Baden 1989.
- Aargauer Kunsthaus (Hrsg.): Hans Danuser – In Vivo – 93 Fotografien. Lars Müller, Baden 1989.
- Bündner Kunstmuseum Chur (Hrsg.): Hans Danuser. Wildwechsel. Lars Müller, Baden 1993.
- Reto Hänny: Helldunkel. Ein Bilderbuch. Suhrkamp, Frankfurt am Main 1994.
- Delta. Fotografien 1990-1996. (Publikation anlässlich der gleichnamigen Ausst.: Kunsthaus Zürich: 12. April–23. Juni 1996). Lars Müller Verlag, Baden 1996.
- Nidwaldner Museum et al. (Hrsg.): Hans Danuser. AT (erschienen zur Ausst., Im Höfli, Stans, 26. Oktober–21. Dezember 1997), Stans 1997.
- Hans Danuser (Fotografie), Urs Stahel (Text): Frost. (Beiheft zu Publikation anlässlich der gleichnamigen Ausst., Fotomuseum Winterthur: 9. November 2001–6. Januar 2002). Scalo, Zürich 2001.
- Hartmut Böhme im Gespräch mit Hans Danuser. «Die Oberflächen sind niemals stabil.» In: Die neue Sichtbarkeit des Todes. Hrsg. Thomas Macho, Kristin Marek. Mit einer Bilddokumentation zu Hans Danusers «In Vivo, Frozen Embryo Series, Strangled Body, Erosion.» Wilhelm Fink Verlag, München 2008, S. 427–461.
- Flurina Paravicini et al. (Hrsg.): Hans Danuser – The Counting Out Rhymes Project über Entscheidungs Findung / Decision Taking. Mit Textbeiträgen von Ursula Pia Jauch und Beat Stutzer und einem Siebdruckinsert von Hans Danuser. Verlag Periferia, Luzern 2008.
- Hans Danuser: Entscheidungsfindung. Mit Textbeiträgen von Stefan Zweifel, Gerd Folkers und Stefan Kaiser und einem Gespräch zwischen dem Künstler und Andrew D. Barbour. In: DU – Das Kulturmagazin, Heft 795, April 2009, S. 80–107.
- Zumthor sehen. Bilder von Hans Danuser. Mit einem Essay von Philip Ursprung und einem Gespräch von Köbi Gantenbein mit Hans Danuser. Hochparterre bei Scheidegger & Spiess, Zürich 2009.
- Hans Danuser: Erosion und Landschaft in Bewegung. Mit einem Gespräch zwischen Christian Kerez und Hans Danuser. In: trans. 20, 2012, Verlag gta, Zürich.
- Wulf Rössler, Hans Danuser (Hrsg.): Burg aus Holz – das Burghölzli. Von der Irrenheilanstalt zur Psychiatrischen Universitätsklinik Zürich. Entwicklungen, Innen- und Aussensichten. NZZ Libro, Zürich 2013, ISBN 978-3-03823-739-6.
- Hans Danuser, Bettina Gockel (Hrsg.): Die Neuerfindung der Fotografie. Hans Danuser – Gespräche, Materialien, Analysen (= Studies in Theory and History of Photography, 4). De Gruyter, Berlin/Boston 2014.
- Hans Danuser. Blumen für Andrea. (Publikation anlässlich der gleichnamigen Ausst.: Villa Garbald, Castasegna, 8. Juli 2017–30. Juni 2018), Fondazione Garbald / Bündner Kunstmuseum, Chur, 2017.
- Hans Danuser – Dunkelkammern der Fotografie. (Publikation zur gleichnamigen Ausst.): Bündner Kunstmuseum Chur, 3. Juni 2017–20. August 2017. Bündner Kunstmuseum, Chur / Steidl, Göttingen 2017, ISBN 978-3-95829-384-7.
- Hans Danuser – Der Fujiyama von Davos. (Publikation zur gleichnamigen Ausst.): Ernst Ludwig Kirchner Museum, Davos, 28. November 2018–29. April 2019, Kehrer Verlag, Heidelberg 2018.